# Roberta Anastase
Roberta Alma Anastase, née le 27 mars 1976 à Ploieşti, est une femme politique roumaine. 
Elle est la première femme à être nommé présidente de la Chambre des députés de Roumanie, poste qu'elle occupe du 19 décembre 2008 et le 3 juillet 2012.

## Biographie
Élue Miss Roumanie en 1994, elle représente son pays à l'élection de Miss Univers en 1996. Elle poursuit ensuite des études de sociologie et de science politique.
Membre du Parti démocrate-libéral depuis sa jeunesse, elle devient une personnalité politique. Elle est élue une première fois députée de Roumanie en 2004, à 28 ans.  
Elle est députée européenne en 2007-2008, à la suite de l'adhésion de la Roumanie à l'Union européenne. 